# Gheorghe David (disident)
Gheorghe David (n. 1943, Pepeni, Lazovsk (azi Sângerei) - d. 21 iulie 2007, Chișinău, Republica Moldova) a fost un disident basarabean.

## Biografie
Gheorghe David s-a născut în 1943 în Pepeni, raionul Sângerei (fostul Lazovsk). În 1970 a absolvit Institutul Politehnic din Chișinău. În perioada 1970-1979 a lucrat la Institutul de Proiectare „Selenergproiect" și în administrația „Moldglavenergo", ulterior fiind încadrat în alte organizații de profil.
La începutul anilor 1970, Gheorghe David și-a exprimat deschis viziunile sale cu privire la natura statului sovietic. El punea la îndoială unul dintre miturile principale ale regimului: cum că URSS ar fi fost creat prin libera exprimare a popoarelor.
În 1986, ca urmare a actelor de curaj, Gheorghe David a fost retrogradat pe linie profesională, devenind simplu muncitor. La 1 august 1986, în timpul unei deplasări de serviciu la Tiraspol, a fost arestat. După câteva luni de detenție preventivă, David a fost internat în Secția psihiatrie criminală a închisorii din Chișinău. În decembrie 1986, o comisie specială de psihiatri l-au diagnosticat ca alienat mintal. Principalele „argumente" invocate de comisie în favoarea stabilirii acestui diagnostic erau părerile lui despre încălcarea suveranității și independenței Cehoslovaciei în 1968 și a Afganistanului în 1979 de către Uniunea Sovietică, precum despre identitatea limbii „moldovenești".
Judecarea și condamnarea lui Gheorghe David au avut loc la 12 ianuarie 1987, în lipsa acestuia, de judecătorul Nicolae Timofti. Abia în vara anului 1988, ca urmare a materialelor publicate în presa sovietică, în condițiile unei libertăți din ce în ce mai largi, precum și a protestului unor organizații pentru protecția drepturilor omului din străinătate, precum Amnesty International, sau a unor posturi de radio ca „Europa Liberă", acesta a fost eliberat.
După doi ani de aflare la Dnepropetrovsk, Ucraina nu a mai dorit ca să-si prejudicieze imaginea cu Gheorghe David, a cărui nume care figura pe listele organizațiilor internaționale de apărare a drepturilor omului în calitate de deținut politic, si l-a trimis la Chișinău. Autoritățile RSSM l-au ținut un timp la Costiujeni, apoi, după ce numele lui David a început să fie pomenit pe la mitinguri, auzindu-se chemări către mulțime de a merge spre Costiujeni, el a fost eliberat.